# 東惠提爾 (加利福尼亞州)
東惠提爾（英語：East Whittier）是位於美國加利福尼亞州洛杉磯縣的一個人口普查指定地區。

## 地理
東惠提爾的座標為33°55′28″N 117°59′20″W / 33.92444°N 117.98889°W，而該地最高點為海拔高度69米（即226英尺）。

## 人口
根據2010年美國人口普查的數據，東惠提爾的面積為2.824平方千米，當中陸地面積為2.824平方千米，而水域面積為0.000平方千米。當地共有人口9757人，而人口密度為每平方千米3,455人。